# Roberto Arias Pérez
Roberto Arias Pérez (Bogotá, 15 de diciembre de 1923 - 15 de abril de 2018) fue un abogado empresario colombiano. Fue el fundador de Colsubsidio y su director por 30 años 

## Biografía
Roberto Arias Pérez nació en Bogotá. Estudió derecho en la Universidad del Rosario, e inició su trayectoria como alcalde de Girardot, Cundinamarca entre 1949-1952. 
Se desempeñó como diplomático en Montevideo, Uruguay, funcionario de Naciones Unidas UNESCO en París, fundador y director de Colsubsidio y rector de la Universidad Colegio Mayor Nuestra Señora del Rosario, en Bogotá. 
Realizó su maestría de derecho comparado en la Universidad de París. Con ese desempeño logró otra beca en Curatorium de la Academia de Derecho Internacional de La Haya lo que lo terminó de formar en el derecho, con esos conocimientos se desarrolló como consejero de Asuntos Latinoamericanos y frente al Federación Mundial.
En 1955 retorna a Colombia, y posteriormente, en 1957 funda la caja de compensación familiar Colsubsidio. Con ese proyecto en mente empezó de cero la revolución de los subsidios en el país. En 1981 es inaugurado el Teatro Roberto Arias Pérez, en el cual lleva su nombre. En 1986 fue designado como rector de la Universidad del Rosario, cargo que ostentó en 1990. Falleció en su residencia en Bogotá a los 94 años tras de sufrir un infarto de miocardio.